# Incompatibilitas

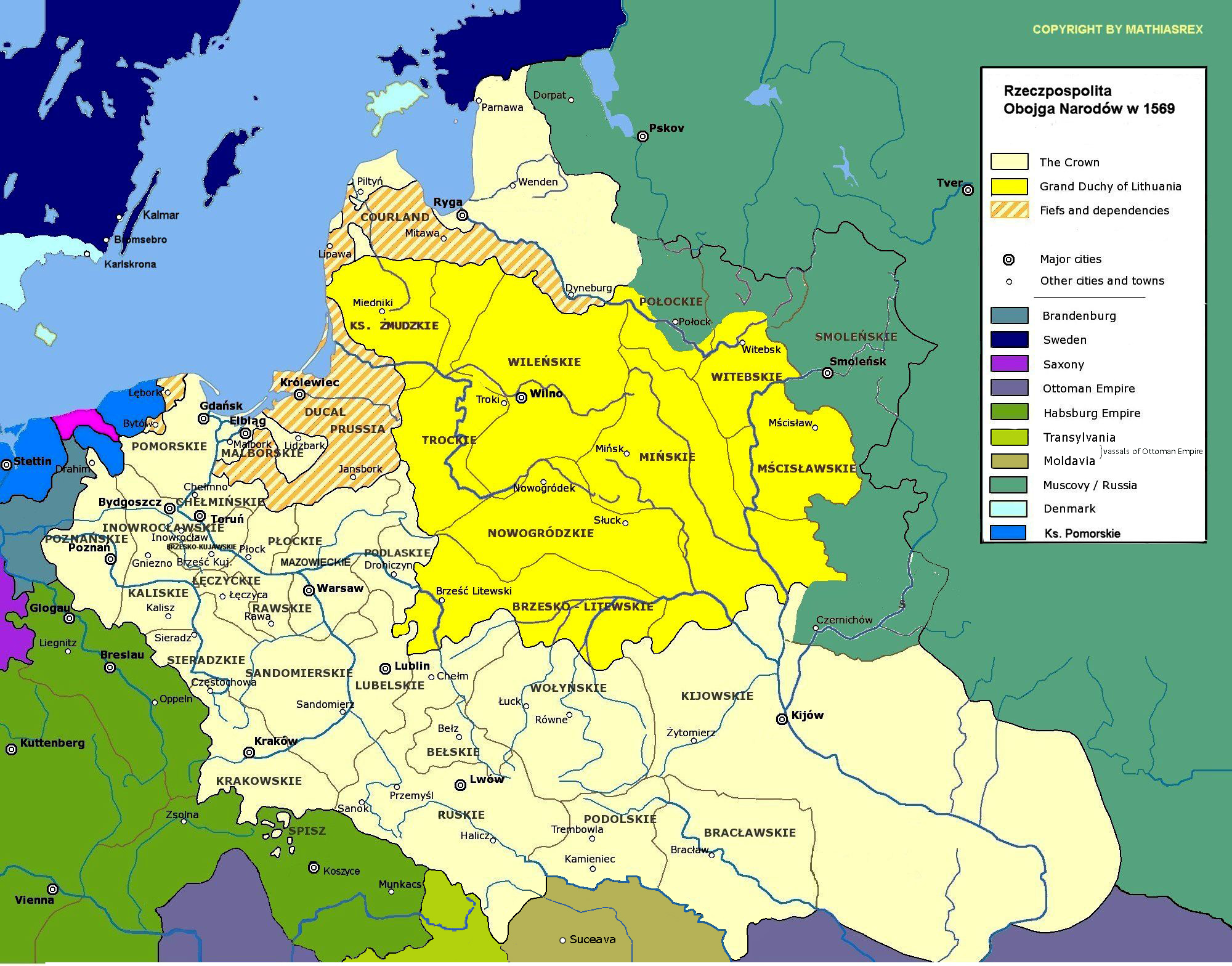
Karte von Polen-Litauen

Incompatibilitas (Lateinisch) war ein Rechtsprinzip erst im Königreich Polen, dann insbesondere in der Rzeczpospolita ab der Lubliner Union 1569 in Polen-Litauen, nach dem keine Person zwei oder mehr hohe Ämter innehaben durfte. Das Prinzip entstand im 15. und 16. Jahrhundert, um einem Bedürfnis des mittleren und niederen Adels (Szlachta) zu entsprechen, die Macht der Magnaten zu begrenzen. Für die Union galten die Articuli Henriciani von 1573.
Insbesondere war es nicht erlaubt (inkompatibel), folgende Ämter zugleich zu haben:
- Ämter in Polen(-Litauen) zugleich mit einem Starostenamt (Statut von Czerwińsk vom 23. Juli 1422 von König Władysław II. Jagiełło);
- zwei getrennte Distriktämter in der Verwaltungsgliederung Polen-Litauens;
- ein Woiwodenamt zugléich mit einem Starostenamt (Statut von Nieszawa 1454);
- ein Kanzleramt zugleich mit einem Starosten- oder Kastellanenamt;
- ein Woiwoden- oder Kastellanenamt zugleich mit einem Starostenamt (Urkunde Sigismunds I. nach dem Hühnerkrieg 1538, Gleichstellung Masowiens);
- zwei oder mehr städtische Starostenämter (Sejm 1562/1563);
- ein Woiwoden- oder Kastellanenamt zugleich mit einem anderen Ministerialamt als das des Hetman (1565).

Es gab zehn offizielle Minister in Polen-Litauen, je fünf für Polen und Litauen: ein Großer Kronmarschall, Großer Litauischer Marschall, Großer Kronkanzler, Großer Litauischer Kanzler, Kronvizekanzler, Litauischer Vizekanzler, Großer Kronschatzmeister, Großer Litauischer Schatzmeister, Hofmarschall der Krone and Litauischer Hofmarschall. Die Hofmarschälle wurden als den Kronmarschällen untergeordnet gesehen.

## Einzelbelege
1. ↑  Robert Frost: The Making of the Polish-Lithuanian Union, 1385-1569. In: The Oxford History of Poland-Lithuania:. Abgerufen am 12. August 2023 (englisch).